# Ангел, Андрей
Андрей Ангел (рум. Andrei Anghel, 17 ноября 1989, Синая) — румынский саночник, выступающий за сборную Румынии с 2005 года. Участник зимних Олимпийских игр в Ванкувере, многократный призёр национального первенства.

## Биография
Андрей Ангел родился 17 ноября 1989 года в городе Синая. Активно заниматься санным спортом начал в возрасте тринадцати лет, в 2005 году прошёл отбор в национальную сборную и в паре с Паулом Ифримом стал принимать участие в различных международных соревнованиях. В сезоне 2008/09 дебютировал на этапах взрослого Кубка мира, заняв в общем зачёте двадцать четвёртое место, кроме того, впервые поучаствовал в заездах взрослого чемпионата мира, показав на трассе американского Лейк-Плэсида шестнадцатый результат мужского парного разряда.
Благодаря череде удачных выступлений Ангел удостоился права защищать честь страны на зимних Олимпийских играх 2010 года в Ванкувере, где впоследствии финишировал двадцатым. Кубковый цикл завершил на двадцать четвёртом месте. В следующем году на чемпионате мира в итальянской Чезане был семнадцатым, а после окончания всех кубковых этапов поднялся в мировом рейтинге сильнейших саночников до двадцатой строки. На мировом первенстве 2012 года в немецком Альтенберге повторил достижение предыдущего раза, вновь придя к финишу семнадцатым, тогда как на Кубке мира показал пятнадцатый результат.
Ныне Андрей Ангел живёт и тренируется в родной Синае, в свободное от санного спорта время любит ездить на рыбалку и плавать.